# بيتي جادج
بيتي جادج (بالإنجليزية: Betty Judge)‏ هي عداءة سريعة ومدربة رياضية أسترالية، ولدت في 21 مارس 1921، وتوفيت في 13 سبتمبر 2015.

## روابط خارجية
- بيتي جادج على موقع النتائج التاريخية لألعاب القوى الأسترالية (الإنجليزية)